# Vattumannen (stjärnbild)
För andra betydelser, se Vattumannen.
Vattumannen (Aquārius på latin, Aquāriī i genitiv och Aqr. som förkortning) är en stjärnbild på södra stjärnhimlen och på ekliptikan. Konstellationen är en av de 88 moderna stjärnbilderna som erkänns av den Internationella astronomiska unionen.

## Historik
Vattumannen var en av de 48 konstellationerna som listades av astronomen Klaudios Ptolemaios i hans samlingsverk Almagest.

## Mytologi

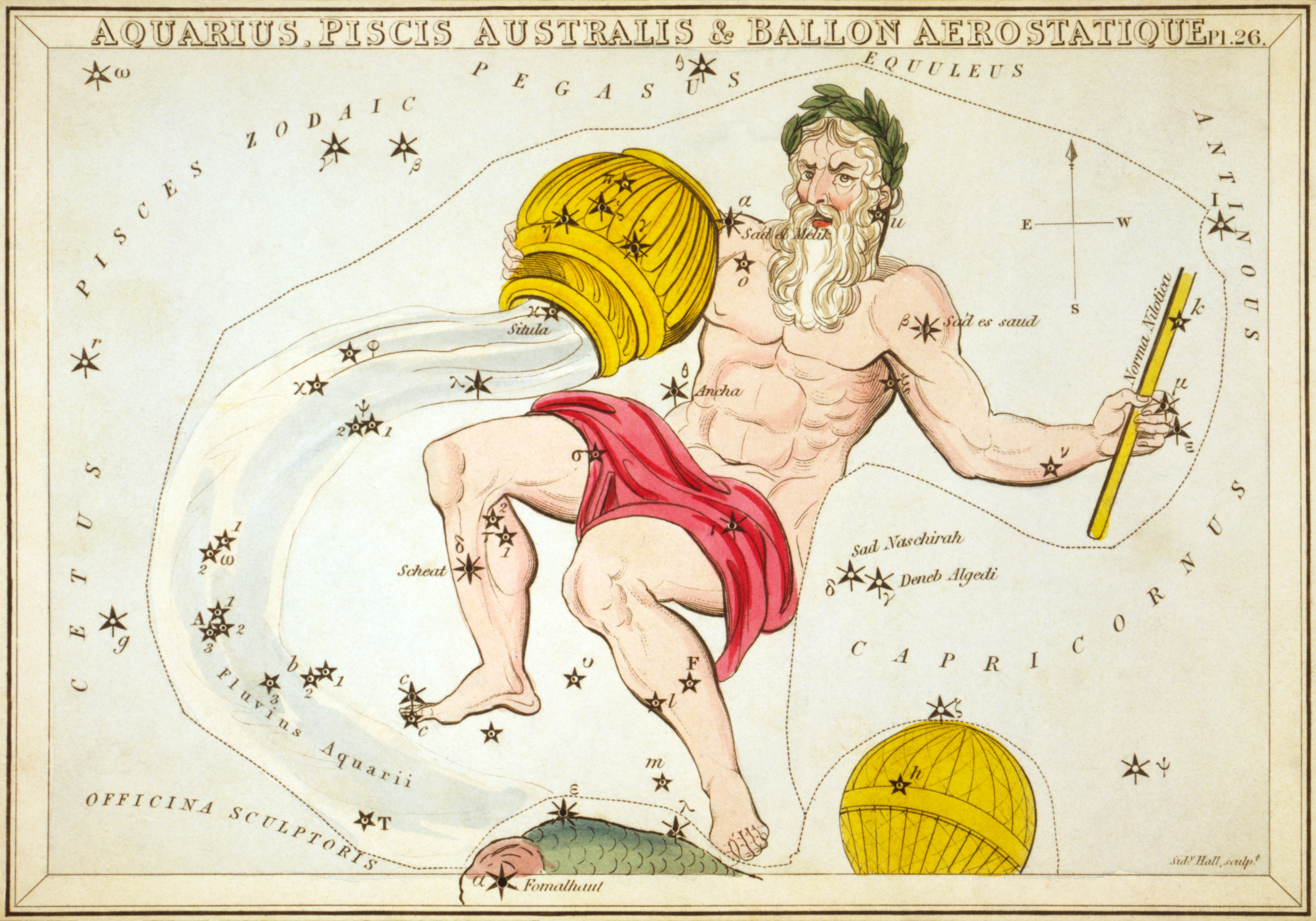
Vattumannen avbildad i Urania's Mirror, 1825, tillsammans med den gamla stjärnbilden Luftballongen.

## Synlighet i Sverige

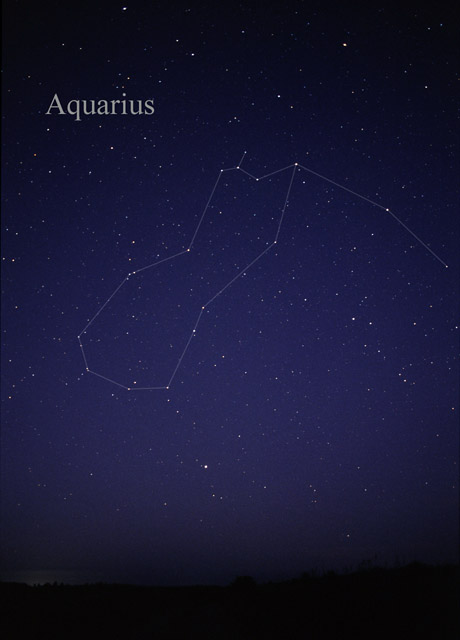
Stjärnbilden Vattumannen (Aquarius) som den kan ses med blotta ögat.

Vattumannen är helt synlig från Sverige söder om Piteå och Storuman. Klockan 00:00 börjar den dyka upp på vår himmel omkring den 1 maj. Från och med omkring den 20 augusti kan man se hela stjärnbilden från vår horisont, då i söder (klockan 00:00). Eftersom himmelsekvatorn passerar genom Vattumannens stjärnbild är aldrig en sådan stjärnbild uppe över vår horisont speciellt länge. Redan omkring den 15 september börjar delar av stjärnbilden att försvinna under horisonten. Från omkring den 10 december befinner sig hela stjärnbilden under horisonten vid denna tidpunkt på dygnet (00:00).

## Läge
För att hitta Vattumannens stjärnbild måste man vänta till omkring den 1 september då den är som högst på himlen (klockan 00:00). För att hitta Vattumannen kan man utgå från Karlavagnen i Stora björnen. Längst bak i vagnen finns det två stjärnor. Tänk en linje från dessa två och uppåt från Karlavagnen. Nästa starka stjärna är Polstjärnan. Nu har man blicken på himlens nordpol. Gå nu med blicken lika långt till - där finns ett tydligt W, Cassiopeja. Gå ungefär lika långt till, och man har nått Andromedas stjärnbild. Sänk blicken lite snett mot öster. Där finns en jättestor fyrkant, bestående av fyra starka stjärnor. Detta är Pegasus. Fortsätt denna rörelse med blicken till strax ovan för horisonten och där finns Vattumannen.

## Stjärnor
- α - Alfa Aquarii (Sadalmelek) är trots sin designation bara den näst ljusaste stjärnan i stjärnbilden, med magnitud 2,94. Ordet Sadalmelek kommer från arabiskans ord för "kungens lycka". Stjärnan tillhör gruppen superjättar. Spektralklassen är G 21b, en klass som ligger nära vår egen sol. Den finner man på ett avstånd på hela 1 350 ljusår.[2]
- β - Beta Aquarii (Sadalsuud) är den ljusstarkaste stjärnan med magnitud 2,89. Den var för araberna "hela världens lyckostjärna". Eller rättare sagt dessa stjärnor, för det rör sig faktiskt om två stjärnor som ligger nära varann. Dock är det inte tal om någon dubbelstjärna. När dessa stjärnor tittade upp över horisonten tog araberna detta som ett tecken på att regnperioden började. När den sedan åter gick ner under horisonten ansågs monsunperioden vara slut. Dessa två superjättar tillhör spektralklassen G0 och är 1 100 ljusår bort.[3]
- δ - Delta Aquarii (Skat) betyder på arabiska "en plats varifrån någonting faller". Den finns ganska nära oss, 78 ljusår bort. Spektraltypen är A2 vilket betyder att det rör sig om en vätestjärna. Magnituden 3,51.
- ε - Epsilon Aquarii (Albali) är av spektraltypen A1. Den hittar man på ett avstånd av 172 ljusår, och får då magnituden 3,83.

## Djuprymdsobjekt

### Stjärnhopar
- Messier 2 (NGC 7089) är en klotformig stjärnhop av magnitud 7.
- Messier 72 (NGC 6981) är en klotformig stjärnhop.
- Messier 73 (NGC 6994) är en asterism bestående av fyra stjärnor.

### Nebulosor
- Saturnusnebulosan (NGC 7009, Caldwell 55) är en planetarisk nebulosa.
- Helixnebulosan (NGC 7293, Caldwell 63) är en planetarisk nebulosa.

### Galaxer
- NGC 7001 är en spiralgalax av magnitud 12,9.